# Occidentali's Karma

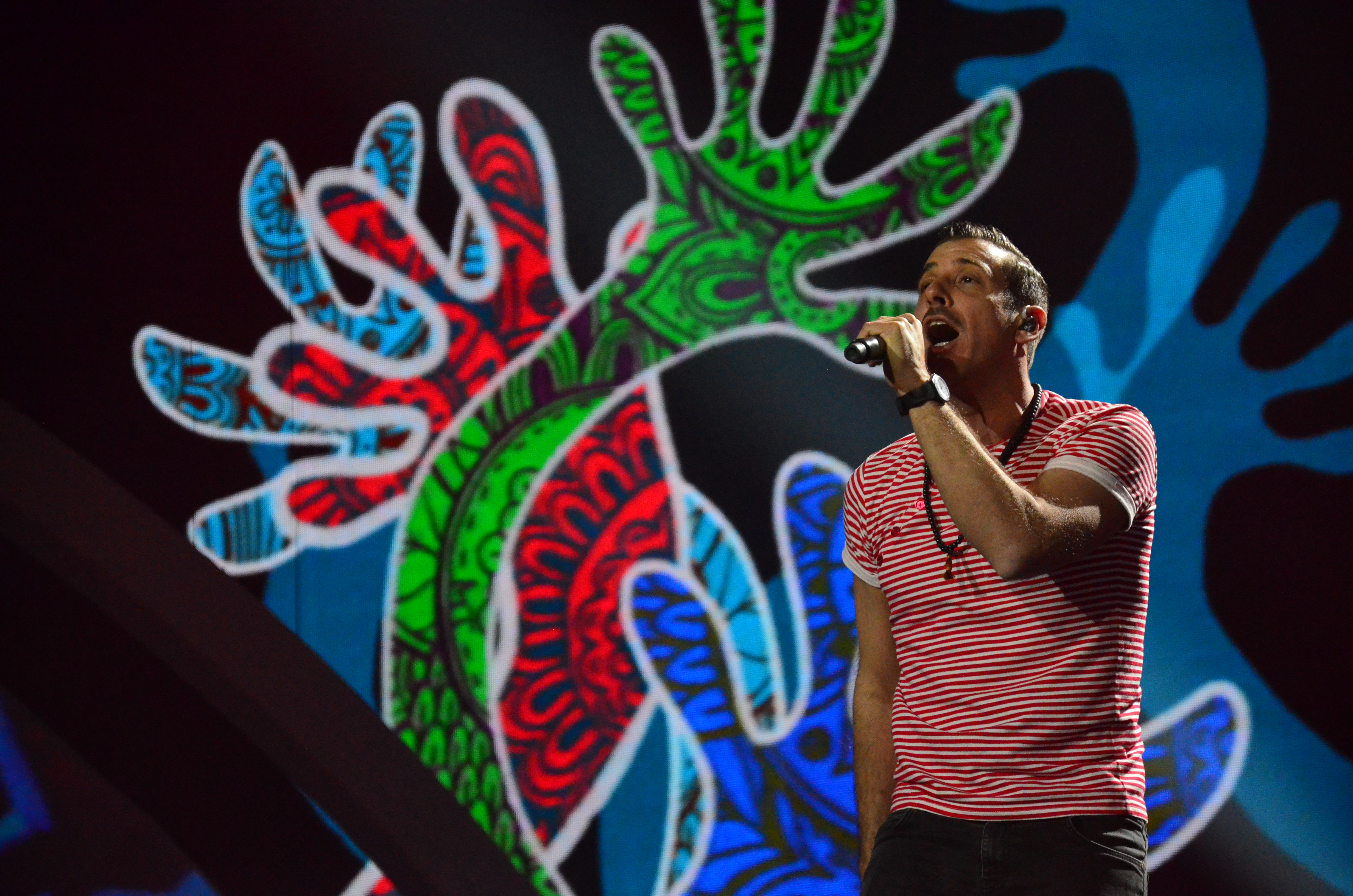
Gabbani framför Occidentali's Karma under en repetition inför finalen i Eurovision Song Contest 2017.

Occidentali's Karma (svenska: Västerlänningens karma) är en låt av den italienska artisten och låtskrivaren Francesco Gabbani. Den släpptes 10 februari 2017 för digital nedladdning och debuterade på plats 1 på den italienska musiktoppen FIMI. Låten vann San Remo-festivalen 2017 och Gabbani blev därmed tillfrågad att representera Italien i Eurovision Song Contest 2017. Han tackade ja till erbjudandet och tävlade med låten i finalen i Kiev den 13 maj, där han slutade på plats 6 av 26 tävlande.